# Цзяньюань (140—135 до н. е.)
Цзяньюа́нь (кит.: 建元; піньїнь: Jiànyuán) — девіз правління в 140—135 рр. до н. е. роках імператора Лю Че династії Хань. Значення — «Створення основ». Перший девіз правління в історії Східної Азії.

## Таблиця років
| Роки Цзяньюань          | 1               | 2               | 3               | 4               | 5               | 6               |
| Шістдесятирічний цикл   | 140 р. до н. е. | 139 р. до н. е. | 138 р. до н. е. | 137 р. до н. е. | 136 р. до н. е. | 135 р. до н. е. |
| Григоріанський календар | 辛丑            | 壬寅            | 癸卯            | 甲辰            | 乙巳            | 丙午            |